# Haveribs
Haveribs (Ribes rubrum), også skrevet Have-Ribs, er en op til 2 meter høj busk, der er almindeligt dyrket for sine bær, kaldet ribs. Busken er desuden temmelig almindelig som forvildet i skov og hegn. Veddet lugter syrligt af ribs, så snart saften stiger i foråret. Frugterne indeholder stoffer, der modvirker åreforkalkning[kilde mangler].

## Beskrivelse
Haveribs er en løvfældende busk med en opret til overhængende vækstform. Barken er først gråbrun med striber på langs. Senere bliver den mørkebrun og skaller af i lange strimler. Knopperne er spredte, spidse og mørkebrune med fine hår. Bladene er 3-5 lappede med savtakket rand og hjerteformet afslutning ind mod stilken (sammenlign med vild ribs). Oversiden er mørkegrøn og undersiden er lysere grøn.
Blomsterne sidder i lange klaser, der igen sidder i bundter ved bladhjørnerne på ældre grene (fra 3-4 år). Hver blomst er lille og gulgrøn. Kronbladene er trådagtige, mens bægerbladene er farvede og ligner kronblade. Bærrene er røde (enkelte sorter dog gule eller hvide!). Frøene spirer villigt i Danmark.
Rodnettet ligger højt i jorden med mange, fine rødder. Grene, som rører på jorden, slår rod på én sæson.
Højde x bredde og årlig tilvækst: 2 x 2 m (20 x 20 cm/år).

## Voksested
Ribs gror temmelig almindeligt vildt i Danmark. Her findes den på våd og mineralrig bund (krat og ellesumpe) i let skygge. Ribs formodes at stamme fra Norden, hvor den har været dyrket siden middelalderen. De tidligste fund dateres helt tilbage til jernalderen.

## Anvendelse
Det er for frugternes skyld, at man dyrker denne busk. De hedder ribs. Sorterne giver bedst udbytte ved fremmedbestøvning.

### Udvalgte sorter
- Jonkheer van Tets
- Rolan
- Rondom
- Rosetta